# Підмаренник чіпкий

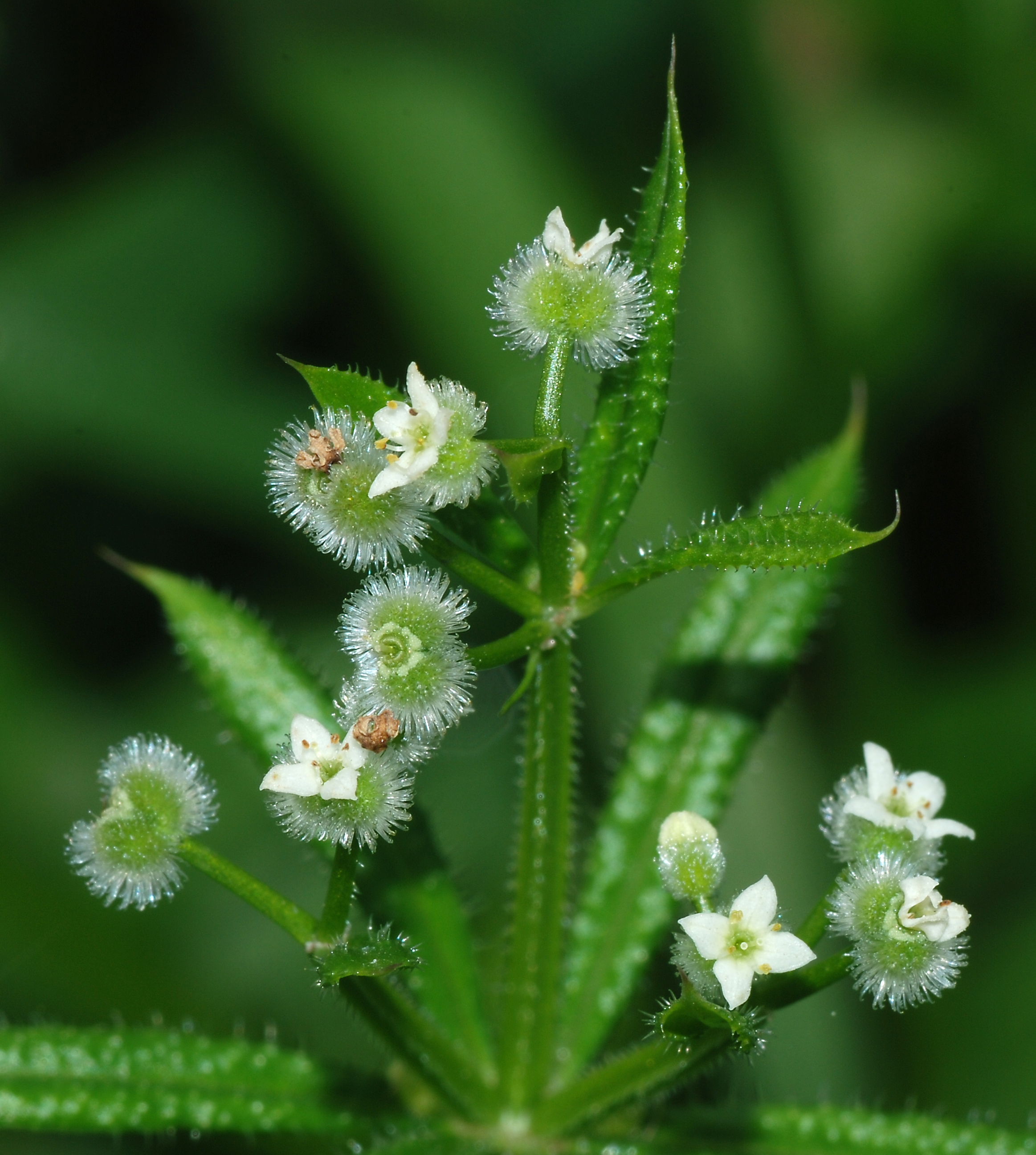
Galium aparine

Підмаренник чіпкий (Galium aparine) — однорічна трав'яниста рослина родини маренових.

## Опис
Стебла полеглі або виткі, 50—200 см завдовжки, чотиригранні, по ребрах вкриті загнутими гачкоподібно вниз шипиками, розгалужені. Листки — в кільцях по 6—8, обернено-яйцюваті (нижні) або клиноподібно-ланцетні (серединні й верхні), по краю і зісподу по серединній жилці негусто вкриті відігнутими назад шипиками, зверху розсіяно-щетинисті, на верхівці — відтягнуті в тонке вістря. Квітки дрібні, правильні, полігамні (двостатеві й чоловічі), зрослопелюсткові, в пазушних півзонтиках, більших за листки; віночок до 2 мм у діаметрі, білуватий, колесоподібний, з 4-роздільним відгином. Плід — сухий горішок. Цвіте у травні — вересні.
Поширення. Підмаренник чіпкий росте по всій території України як бур'ян на городах, у садах, радше на полях.

## Заготівля і зберігання
З лікувальною метою використовують свіжий сік (Succi Galii aparinis) і траву підмаренника (Herba Galii aparinis), зібрану під час його цвітіння. Після попереднього пров'ялювання на сонці сировину сушать у затінку на вільному повітрі або в провітрюваному приміщенні. Сухої трави виходить 25 % . Готову сировину зберігають у добре закритих банках або бляшанках. Рослина неофіцинальна. Хімічний склад. Трава підмаренника чіпкого містить глікозид ас-перулозид, дубильні речовини, сапоніни, органічні кислоти (лимонна, галова), червоний барвник та вітамін С (128 мг%).

## Фармакологічні властивості й використання
У народній медицині підмаренник чіпкий відомий своїми діуретичними, болетамувальними, кровоспинними й антимікробними властивостями. Найчастіше настій трави цієї рослини п'ють при нирковокам'яній хворобі, циститі, водянці, плевриті й хворобах печінки, при болях у шлунку й кишці, діареї, ревматизмі, зобі, епілепсії й скрофульозі та при гарячкових станах. У разі епілепсії краще вживати свіжий сік рослини. Зовнішньо, у вигляді мазі, підмаренник чіпкий використовують для лікування фурункулів, лишаїв, раку шкіри і висипів на шкірі (терапевтичний ефект можна в цих випадках значно посилити одночасним пероральним застосуванням настою або свіжого соку рослини). Порошком трави присипають рани і фурункули. Есенцію із свіжої трави підмаренника чіпкого використовують у гомеопатії.